# Rdeče in črno
Rdeče in črno (izvirno francosko Le rouge et le noir) je francoski realistični roman s podnaslovom Kronika leta 1830. Avtor romana je Stendhal (Henri-Marie Beyle). Delo je izšlo leta 1830. Prvič je delo leta 1932 v slovenščino prevedel Fran Šturm. 
Tema romana je mladeničev poskus povzpeti se v visoko družbo s pomočjo svojih talentov, hinavščine in nenazadnje tudi umora.

## Vsebina
Julien Sorel je ambiciozni sin lastnika žage iz namišljene francoske vasice Verrières. Zgodba je postavljena v leto 1830. Julien postane vzgojitelj otrok premožne družine Rênal, vendar pa se tam zagleda v lepo gospo Rênal in tako mora kmalu oditi. Odide v semenišče, kjer se nanj naveže duhovnik Pirard in mu priskrbi službo tajnika pri gospodu La Mole v Parizu. Tam pa se vanj zaljubi gospodarjeva hči, Matilde, ki z njim tudi zanosi. V tem času pa gospod La Mole dobi tudi pismo gospe Rênalove, ki Julijena popisuje v zelo slabi luči. Zaradi pisma je Julien besen in se odloči maščevati, tako odide, da bi ubil gospo Rênal, vendar mu ne uspe. Konec zgodbe se dogaja v zaporu, kjer se za Juliena borita tako Matilde kot gospa Rênal, za katero se izkaže, da Juliena močno ljubi in da je pismo napisala pod prisilo. Julien je na koncu obsojen, malo za njim pa od žalosti umre tudi gospa Rênal.

## Izdaje
- Prvi slovenski prevod romana iz leta 1932 (COBISS)
- Francoska izdaja romana iz leta 1930 (COBISS)